# 約靈
約靈（丹麥語：Hjørring，發音：[ˈjɶɐ̯e̝ŋ]），丹麥日德蘭半島北部的一座城市，約靈市的首府，考古发现该地区早在一万年前就有人居住。1819年，一场大火烧毁了该镇的大部分地区。
该镇现有一座大型医院，也有很多教育设施。该镇的友好城市有长春市、凱拉瓦、克里斯蒂安桑、雷恰内斯拜尔、鲁纳维克和特羅爾海坦。